# Assemblée fédérale (Suisse)
Pour les articles homonymes, voir Assemblée fédérale.
52e législature
Diète fédérale
Palais fédéral

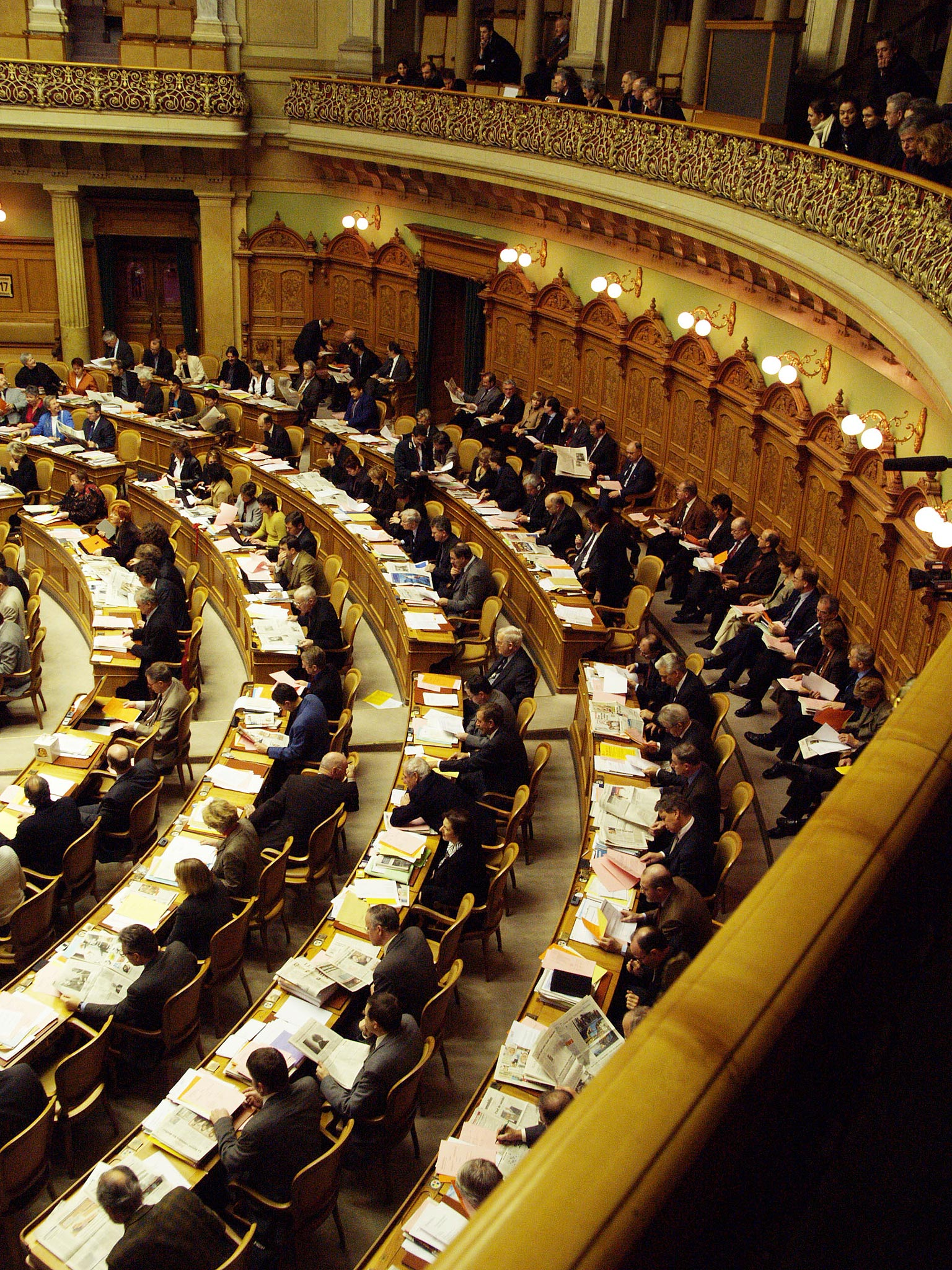
La salle du Conseil national, siège de l'Assemblée fédérale réunie.

L'Assemblée fédérale (en allemand : Bundesversammlung ; en italien : Assemblea federale ; en romanche : Assamblea federala) est le pouvoir législatif et l'autorité suprême de la Suisse (sous réserve des droits du peuple et des cantons).
Elle regroupe deux chambres d'importance égale : le Conseil national, la chambre basse, qui représente le peuple (200 députés, répartis proportionnellement à la population des cantons), et le Conseil des États, la chambre haute, qui représente les cantons (46 députés), c'est-à-dire deux par canton (20) et un pour les anciens demi-cantons (6), quelle que soit leur population.
Les deux conseils siègent la plupart du temps séparément et toute décision requiert l'accord des deux chambres. Pour certaines décisions, telles qu'une élection, elles siègent simultanément dans la salle du Conseil national. Les députés du Conseil national siègent à leur place habituelle et les députés du Conseil des États siègent non par affiliation politique mais par canton, au fond de la salle sur des strapontins. Les deux chambres se réunissent en général quatre fois par année à la fin de chaque session, principalement pour les votes finaux.

## Historique
Avant la création de l'État fédéral de 1848, le seul organe central de l'État était la Diète fédérale. À la suite de la guerre du Sonderbund en 1847, celle-ci se charge d'élaborer une Constitution fédérale. L'organisation du pouvoir législatif voit alors s'affronter différentes opinions, en particulier en rapport avec la représentation des divers cantons : les radicaux, majoritaires dans les plus grands cantons, poussent pour un système où la représentation est purement proportionnelle à la population de chaque canton ; les petits cantons, de leur côté, craignent d'être minorisés. Finalement, après de longs débats, un compromis est trouvé en adoptant le modèle américain du bicamérisme : le parlement sera composé de deux chambres au pouvoir égal, et l'accord des deux sera requis pour prendre une décision. Le Conseil national, qui représente le peuple, sera composé de représentants provenant de chaque canton, leur répartition étant proportionnelle à la population des cantons, tandis que le Conseil des États, qui représente les cantons, sera composé du même nombre de représentants de chaque canton, à l'image de la Diète. Selon la Constitution de 1848, l'Assemblée fédérale est « l'autorité suprême de la Confédération ».
La Diète accepte le projet de constitution en juin 1848, puis, le 12 septembre, à la suite du vote des différents cantons, constate que la Constitution a été approuvée et prononce sa propre dissolution le 22 septembre, comme prévu par les dispositions transitoires du texte approuvé. Pendant le mois d'octobre 1848, des élections sont organisées dans les cantons afin d'élire les députés. Après quelques escarmouches, en particulier dans le canton de Fribourg, les résultats sont proclamés et confirment la victoire des radicaux qui emportent plus de trois-quarts des sièges du Conseil national et 30 des 44 sièges du Conseil des États. Le 16 novembre 1848, le Parlement élit le premier Conseil fédéral.
En 1874, à la suite de la révision de la Constitution et l'introduction de droits populaires étendus, l'Assemblée fédérale devient « l'autorité suprême de la Confédération sous réserve des droits du peuple et des cantons ».
L'organisation des deux Conseils a peu changé avec le temps. Lors de la création du Conseil national, le nombre de sièges total était de 111. Ce nombre n'était pas fixe et évolua proportionnellement à la croissance de la population suisse jusqu'en 1962 où l'on établit le nombre de sièges définitif à 200 ; la durée du mandat, quant à elle, est passée de 3 ans à l'origine à 4 ans en 1931. Le mode d'élection, originellement selon le système majoritaire, passe au système proportionnel en 1918. Le Conseil des États, quant à lui, n'est modifié qu'en 1979, par l'ajout de deux nouveaux sièges pour le Canton du Jura qui vient d'être créé.

## Organisation, élection et composition
L'Assemblée fédérale est composée du Conseil national et du Conseil des États, qui sont dotés des mêmes compétences.

### Présidence
La présidence de l'Assemblée fédérale est exercée par le président du Conseil national. En raison de cette double fonction, le titulaire du poste est couramment appelé « premier citoyen » ou « première citoyenne » du pays,.

### Conseil national

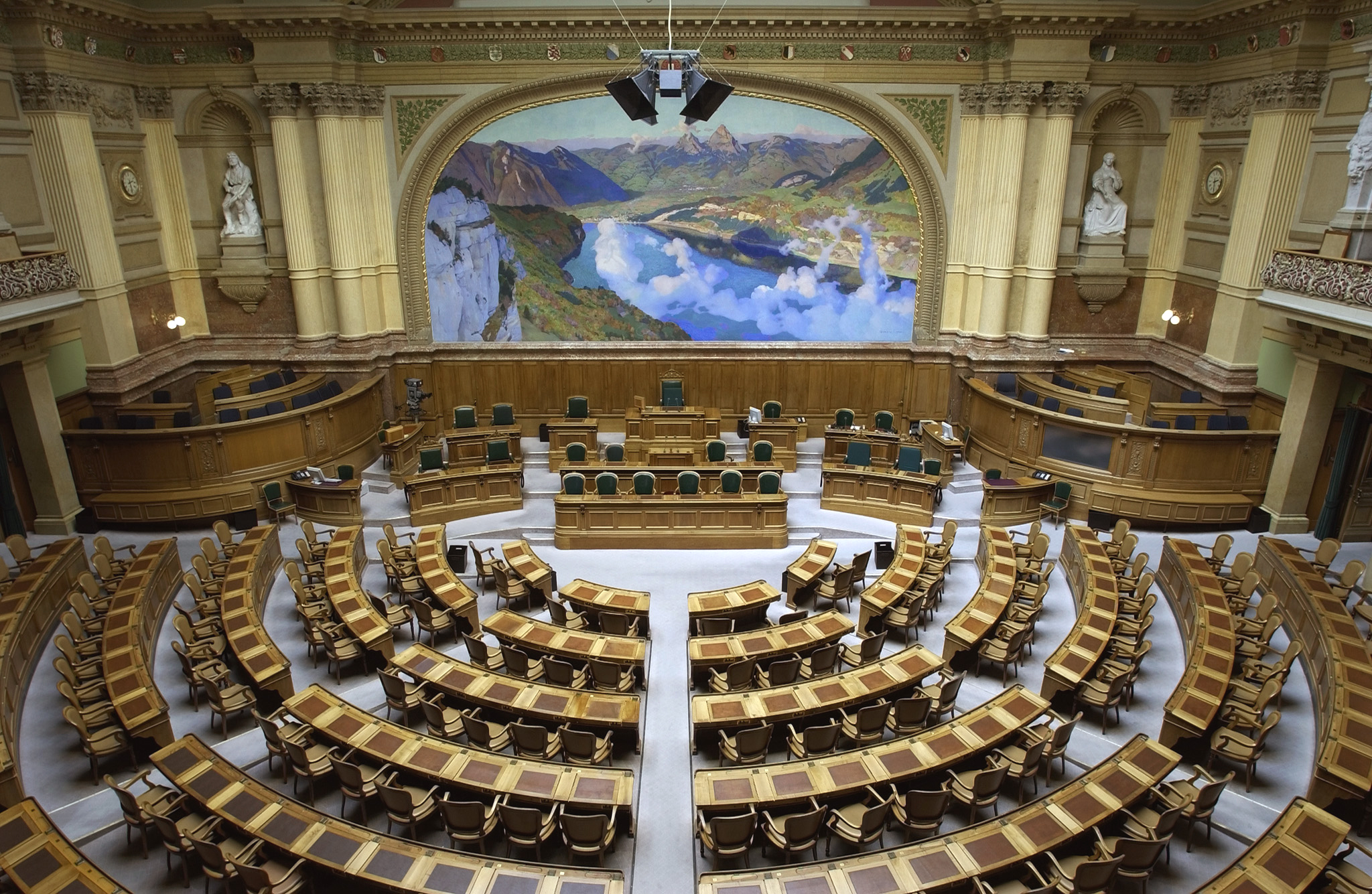
La salle du Conseil national.

Le Conseil national est la chambre basse du parlement et compte 200 députés (conseillers nationaux), représentant le peuple. Depuis 1931, l'élection des conseillers nationaux a lieu tous les quatre ans (contre trois ans auparavant) selon la méthode du scrutin proportionnel plurinominal, de manière uniforme dans tous les cantons,. Chaque canton constitue une circonscription électorale qui élit au moins un conseiller national au prorata de sa population, même si sa population est inférieure à la moyenne nationale d'habitants pour un siège (qui était de 38 000 à fin 2007). Ainsi, Zurich, le plus grand canton, a 35 sièges, tandis que les petits cantons que sont Appenzell Rhodes-Intérieures, Appenzell Rhodes-Extérieures, Glaris, Nidwald et Obwald en ont 1 chacun.

### Conseil des États

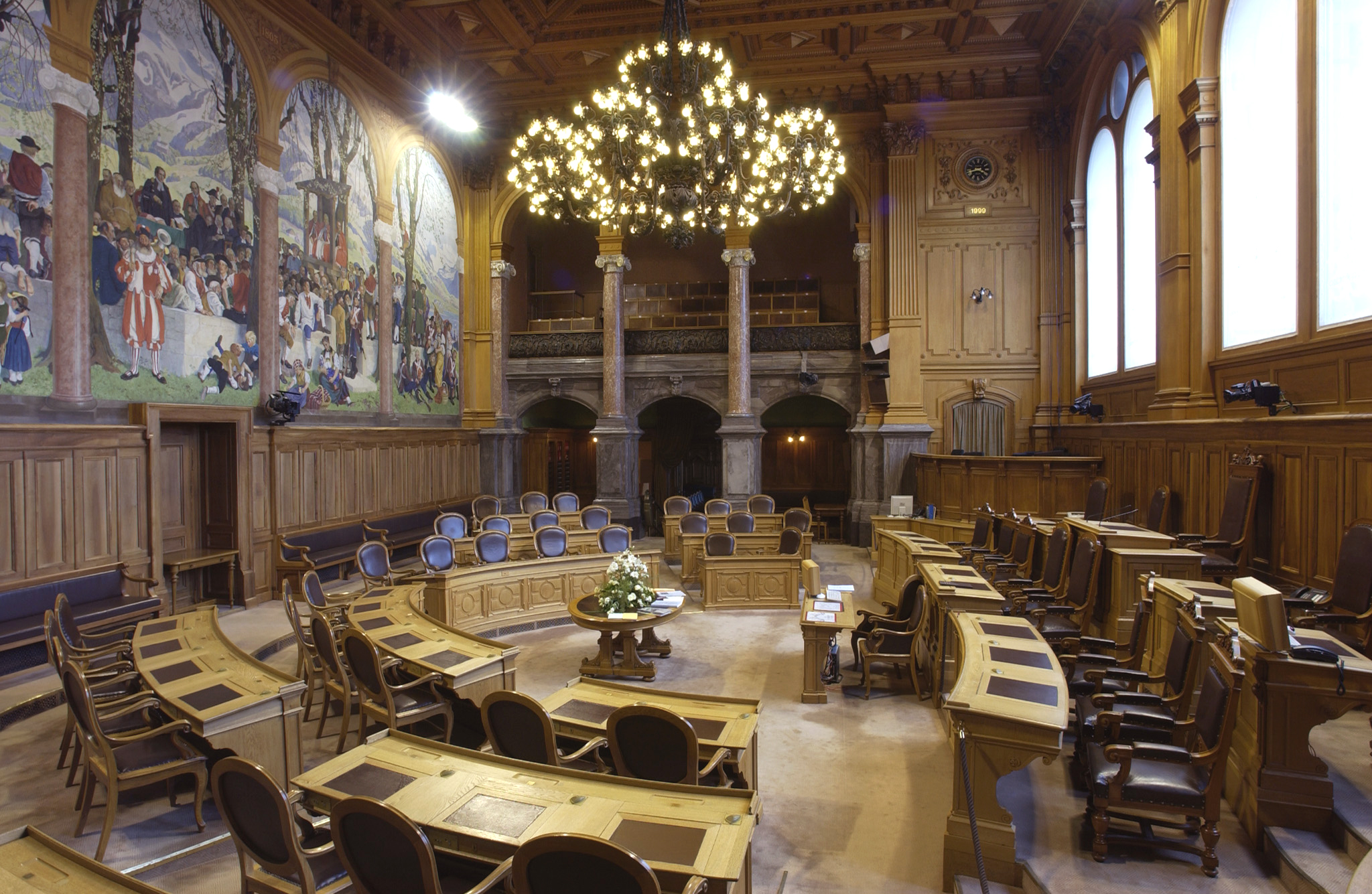
La salle du Conseil des États.

Le Conseil des États, représentant les cantons, compte 46 députés (conseillers aux États), soit deux par canton et un pour chaque ancien demi-canton, indépendamment de leur population.
Les membres du Conseil des États représentent leur canton, mais ne reçoivent aucune instruction de la part des gouvernements ou des parlements cantonaux.
Chaque canton est libre de décider des règles concernant l'élection des conseillers aux États ; les élections ont lieu au scrutin majoritaire, sauf dans le canton du Jura où c'est le système proportionnel qui est utilisé, ainsi que dans celui de Neuchâtel depuis 2011.

### Législatures
Formellement, sur le plan fédéral, seul le Conseil national connaît une législature étant donné que le Conseil des États, dont l'élection est régie par les différents droits cantonaux, n'est pas renouvelé dans son intégralité à la même date,.
La législature du Conseil national coïncide cependant depuis le milieu des années 1990 avec la date du renouvellement du mandat de tous les députés au Conseil des États (sauf pour Appenzell Rhodes-Intérieures, qui élit son unique député au mois d'avril précédent) et la première séance du Conseil des États qui suit le renouvellement intégral du Conseil national est également empreinte d'une certaine solennité, en présence du Conseil fédéral in corpore. Le fonctionnement du Conseil des États suit par ailleurs le même rythme que celui du Conseil national (membres des commissions également élus pour quatre ans, notamment). Enfin, le Conseil fédéral, qui est élu lors de la première session qui suit le renouvellement intégral du Conseil national, présente depuis 1968 un programme de la législature, qui est aussi traité par le Conseil des États.
On parle ainsi couramment de législature des Chambres fédérales,, de législature du Parlement, ou de législature fédérale,,.

## Fonctionnement
Les projets de nouvelles lois, ou les propositions de modifications de lois existantes, sont généralement proposés par le Conseil fédéral, et préparés par le département de l'administration fédérale concerné. Les projets sont tout d'abord étudiés au sein des différentes commissions parlementaires compétentes — des sous-groupes du parlement dans lesquels sont représentés les partis fédéraux proportionnellement à leur force —, puis sont attribués par les présidents des deux chambres à l'un des conseils, où ils seront étudiés en session plénière. Les parlementaires décident tout d'abord d'entrer en matière ou non sur le texte ; dans le deuxième cas, le projet est renvoyé au Conseil fédéral. Les deux conseils étudient ensuite le texte, le modifient si nécessaire et approuvent la version finale. En l'absence de différends, la loi est acceptée, sinon une procédure d'élimination des divergences tente de résoudre les conflits.
Les parlementaires peuvent également demander, grâce à une initiative parlementaire, que le parlement lui-même élabore la loi.

### Groupes parlementaires
Dans les deux conseils (Conseil national et Conseil des États), les parlementaires se rassemblent dans des groupes réunissant des élus selon des affinités politiques, mais cela n'implique pas nécessairement l'appartenance à un même parti.
Pour qu'un groupe puisse exister, il faut qu'il comporte au minimum cinq membres au total des deux chambres. Les députés qui ne sont rattachés à aucun groupe sont qualifiés de « non inscrits ». Ils n'ont donc aucun siège dans aucune commission.
Les groupes parlementaires jouent un rôle important : ils examinent les principaux objets (élections des conseillers fédéraux et juges fédéraux ainsi que les affaires courantes) avant qu'ils soient soumis aux conseils. Au Conseil national, il faut être membre d'un groupe pour pouvoir siéger au sein d'une commission. Plus le groupe est large, plus le nombre de sièges en commission est élevé, ce qui permet d'avoir un pouvoir de balancier sur les votes en commission, avant de présenter les projets devant les deux conseils.

## Élus

### Cumul
La Constitution prévoit l’impossibilité de cumuler les mandats de conseiller national, de conseiller aux États, de conseiller fédéral (Gouvernement) et de juge au Tribunal fédéral.

### Incompatibilité
En outre, la loi sur le Parlement dispose à son article 14 que ne peuvent être membres de l'Assemblée fédérale :
- les personnes qui ont été élues par l'Assemblée fédérale elle-même ou dont la nomination a été confirmée par elle ;
- les juges des tribunaux fédéraux qui n'ont pas été élus par l'Assemblée fédérale ;
- les membres du personnel de l'administration fédérale, y compris les unités administratives décentralisées, des Services du Parlement, des tribunaux fédéraux, du secrétariat de l'Autorité de surveillance du Ministère public de la Confédération et du Ministère public de la Confédération, de même que les membres des commissions extra-parlementaires avec compétences décisionnelles, pour autant que les lois spéciales n'en disposent pas autrement ;
- les membres du commandement de l'armée ;
- les membres des organes directeurs des organisations et des personnes de droit public ou de droit privé extérieures à l'administration qui sont investies de tâches administratives et dans lesquelles la Confédération occupe une position prépondérante ;
- les personnes qui représentent la Confédération dans les organisations ou les personnes de droit public ou de droit privé extérieures à l'administration qui sont investies de tâches administratives et dans lesquelles la Confédération occupe une position prépondérante.

### Immunité
La Constitution garantit aux parlementaires l’immunité contre toute poursuite pénale pour protéger la liberté des débats politiques.
Ils sont alors protégés contre toute poursuite pénale pour des propos tenus en commission ou devant le Parlement par l'immunité absolue. Toutefois, depuis 2011, l'immunité qui permettait aux élus d'échapper à la justice pour les infractions ayant trait à l'exercice de l'activité politique est désormais limitée aux infractions commises «en rapport direct» avec la fonction de député. Cela signifie que si un élu est soupçonné d'atteinte à l'honneur pour des textes publiés hors cadre de sa fonction de parlementaire, ce dernier doit répondre de ses actes devant la justice, ce qui n'était pas le cas avant, les députés jouissant d'une immunité quasi absolue.
Les deux Commissions des affaires juridiques (CAJ), sont compétentes pour lever l'immunité parlementaire. En plus de cette commission, le conseil national dispose également d'une commission temporaire, dite spéciale, la commission de l’immunité du Conseil national, compétente exclusivement dans ce cas.

### Indemnités

#### Revenu
Le revenu des membres des conseils consiste d'une part en une indemnité annuelle de 26 000 francs au titre de la préparation des travaux parlementaires, et d'autre part en une indemnité de 440 francs pour chaque jour de présence aux séances auxquelles ils participent.
Si le député préside une commission, une délégation, une sous-commission ou un groupe de travail, ce dernier reçoit alors une indemnité journalière double pour chaque séance. De plus, s'il fait rapport au conseil sur mandat d’une commission, le député reçoit une demi-indemnité journalière pour chaque rapport verbal.
En cas de maladie ou d'accident entraînant l'incapacité de participer aux séances et la perte de l'indemnité journalière, le député perçoit une compensation d'un montant approprié.
Les cotisations sociales sont prélevées sur les indemnités des députés ; celles-ci sont également soumises à l'impôt sur le revenu.

#### Défraiements
Le député perçoit un montant annuel supplémentaire de 33 000 francs à titre de contribution aux dépenses de personnel et de matériel liées à l'exercice de son mandat. De plus, il est défrayé pour les nuitées, les repas, les trajets longue distance entre son domicile et Berne et les déplacements liés à son mandat parlementaire.
Le montant du défraiement pour repas est fixé à 115 francs par jour de séance et le défraiement pour nuitée se monte à 180 francs. Celui-ci est alloué pour chaque nuit séparant deux jours de séance consécutifs. Une exception existe : le défraiement pour la nuitée n'existe pas pour un député qui habite soit à 30 minutes ou moins en transports publics, soit à moins de 10 kilomètres à vol d'oiseau du lieu de la séance. Pour les activités à l'étranger, le montant du défraiement pour repas et celui pour nuitées s'élève au total à 395 francs par jour.
À cela il faut ajouter une indemnisation « longue distance » qui se compose pour deux tiers d'une indemnité de débours et pour un tiers d'une indemnité pour perte de gain. Il s'élève à 22,50 francs par quart d'heure de voyage entre le domicile et Berne à compter d'une durée de voyage d'une heure et demie.
Pour un déplacement, le député peut choisir entre un abonnement général de première classe des CFF et une indemnité forfaitaire d'une somme équivalente au prix de l'abonnement général (5 040 CHF en 2023).
La contribution annuelle et les défraiements ne sont soumis ni à l'obligation de cotisation sociale, ni à l'impôt sur le revenu.

#### Allocations familiales
Enfin, Les membres des conseils ont droit à des prestations en complément de celles prévues par les régimes cantonaux d’allocations familiales. La Confédération accorde aux députés des prestations complétant les allocations familiales cantonales si celles-ci sont inférieures aux montants suivants :
- 384,70 CHF pour le premier enfant donnant droit à des allocations ;
- 248,40 CHF pour tout enfant supplémentaire donnant droit à des allocations ;
- 270,60 CHF pour tout enfant supplémentaire donnant droit à des allocations, ayant atteint l'âge de 16 ans révolus et suivant une formation[29].

## Instruments parlementaires
Les députés aux Chambres fédérales ont différents instruments à leur disposition pour exécuter leurs tâches de législateurs. Entre autres, ils peuvent déposer une initiative parlementaire ou d'autres objets nommés « interventions ».

### Initiative parlementaire

#### Définition
Aux termes de la Constitution fédérale, « tout membre de l’Assemblée fédérale, tout groupe parlementaire, toute commission parlementaire et tout canton peuvent soumettre une initiative à l'Assemblée fédérale ».
L'initiative parlementaire est définie comme une proposition pour qu'une commission élabore un projet d'acte de l'Assemblée fédérale. Elle est composée de deux parties :
- la proposition en tant que telle, qui peut être formulée en termes généraux (par exemple l'iv. pa. 17.463[32]) ou en termes plus précis (par exemple l'iv. pa. 14.422[33]) ou viser un article spécifique (par exemple l'iv. pa. 18.436[34]) ;
- un développement, où les objectifs de l'acte doivent être mentionnés[35].

Si un objet parlementaire traitant du même sujet que l'initiative est déjà pendant devant l'Assemblée fédérale, l'initiative est déclarée irrecevable.

#### Fonctions
Selon Martin Graf, l'initiative parlementaire remplit trois fonctions principales :
- la modification du droit parlementaire[37] ;
- la modification de lois relativement simples[38] ;
- prendre les devants si le Conseil fédéral n'est pas prêt à agir (par exemple après l'adoption d'une motion)[39].

Selon lui, elle est cependant moins adéquate pour des sujets complexes ou politiquement sensibles. Cela n'a pas empêché le groupe vert'libéral de déposer, en 2013, une initiative parlementaire demandant l'ouverture du mariage aux couples de même sexe. Martin Graf considère que l'initiative peut avoir une fonction « d'articulation et de représentations d'intérêts sociétaux » ; il justifie cette théorie en indiquant qu'un parlementaire peut choisir l'initiative parlementaire (alors que la motion peut être plus adéquate) lorsqu'un sujet de société lui paraît d'une grande importance.

#### Statistiques
| Législature     | Déposées | Déposées | Déposées         | Déposées | Liquidées | Encore pendantes à la fin de la législature |
| Législature     | CN       | CÉ       | Ass. féd. (c.r.) | Total    | Liquidées | Encore pendantes à la fin de la législature |
| --------------- | -------- | -------- | ---------------- | -------- | --------- | ------------------------------------------- |
| 1963-1991       | 318      | 32       | 0                | 350      | 280       | 70                                          |
| 44e (1991-1995) | 166      | 21       | 3                | 190      | 200       | 60                                          |
| 44e (1995-1999) | 224      | 36       | 1                | 261      | 201       | 120                                         |
| 46e (1999-2003) | 240      | 41       | 1                | 282      | 253       | 149                                         |
| 47e (2003-2007) | 324      | 48       | 0                | 372      | 262       | 259                                         |
| 48e (2007-2011) | 452      | 53       | 0                | 505      | 496       | 268                                         |
| 49e (2011-2015) | NC       | NC       | NC               | 374      | 414       | 230                                         |
| 50e (2015-2019) | NC       | NC       | NC               | 431      | 407       | NC                                          |

### Interventions
Les interventions sont, aux termes de l'art. 118, al. 1, de la loi sur le Parlement :
- la motion ;
- le postulat ;
- l'interpellation ;
- la question.

#### Motion
La loi sur le Parlement définit la motion comme suit : « La motion charge le Conseil fédéral de déposer un projet d’acte de l’Assemblée fédérale ou de prendre une mesure » (art. 120, al. 1, LParl). Elle est irrecevable si elle tente d'influer une décision administrative ou une décision sur recours de l'administration fédérale.
Dans la pratique, deux formes de motion se sont développées :
- la « motion législative classique », qui correspond au premier cas visé par l'art. 120, al. 1, LParl, où l'Assemblée fédérale donne mandat au Conseil fédéral de lui soumettre un projet d'acte (généralement la modification d'une loi)[48] ;
- la motion qui vise à effectuer une mesure, le cas le plus récurrent étant la modification d'une ordonnance (acte du Conseil fédéral)[49].

Avant son débat aux Chambres, le Conseil fédéral propose d'accepter ou de rejeter la motion ; la proposition du Conseil fédéral est nécessaire pour qu'elle soit débattue devant le conseil prioritaire. Chaque conseil prévoit qu'une commission thématique s'occupe de la motion avant qu'elle ne soit débattue en plénum,. Pour être adoptée, une motion doit être adoptée dans les mêmes termes par les deux conseils. Le second conseil peut soit accepter ou refuser la motion telle quelle, soit la modifier. Après modification, le conseil prioritaire peut soit l'accepter, soit la refuser définitivement. Le conseil prioritaire joue généralement le rôle de filtre, le second conseil effectuant le polissage.
| Année | CN  | CÉ | Total | En suspens au 1er janvier |
| ----- | --- | -- | ----- | ------------------------- |
| 2008  | 419 | 51 | 470   | 708                       |
| 2009  | 537 | 77 | 614   | 986                       |
| 2010  | 414 | 68 | 482   | 707                       |
| 2011  | 476 | 66 | 542   | 743                       |
| 2012  | 386 | 59 | 445   | 570                       |
| 2013  | 383 | 42 | 425   | 594                       |
| 2014  | 337 | 43 | 380   | 590                       |
| 2015  | 354 | 50 | 404   | 654                       |
| 2016  | 300 | 42 | 342   | 589                       |
| 2017  | 355 | 48 | 403   | 558                       |
| 2018  | 405 | 58 | 463   | 549                       |
| 2019  | 478 | 74 | 552   | 694                       |
| 2020  | NC  | NC | NC    | 831                       |

#### Postulat
Le postulat est défini comme suit par la LParl : « Le postulat charge le Conseil fédéral d’examiner l’opportunité, soit de déposer un projet d’acte de l’Assemblée fédérale, soit de prendre une mesure et de présenter un rapport à ce sujet. ». L'Assemblée fédérale peut aussi demander au Conseil fédéral de lui soumettre un rapport sur toute autre question. Il n'a besoin de l'approbation que d'un seul conseil pour être adopté.
Un exemple de mesure prise par le Conseil fédéral en exécution d'un postulat est le développement d'une stratégie africaine pour la politique étrangère de la Suisse, comme le demandait le postulat 19.4628.
| Année | CN  | CÉ | Total | En suspens au 1er janvier |
| ----- | --- | -- | ----- | ------------------------- |
| 2008  | 145 | 26 | 171   | 216                       |
| 2009  | 160 | 33 | 193   | 302                       |
| 2010  | 157 | 34 | 191   | 180                       |
| 2011  | 169 | 27 | 196   | 193                       |
| 2012  | 204 | 47 | 251   | 124                       |
| 2013  | 198 | 34 | 232   | 160                       |
| 2014  | 198 | 40 | 238   | 191                       |
| 2015  | 203 | 35 | 238   | 233                       |
| 2016  | 144 | 30 | 174   | 254                       |
| 2017  | 181 | 23 | 204   | 219                       |
| 2018  | 155 | 28 | 183   | 194                       |
| 2019  | 197 | 38 | 235   | 229                       |
| 2020  | NC  | NC | NC    | 222                       |

#### Interpellation
Une interpellation charge le Conseil fédéral de fournir des renseignements sur une affaire touchant la Confédération ; le Conseil fédéral donne ensuite une réponse au parlement, qui peut en débattre.

#### Question
Une question charge le Conseil fédéral de fournir des renseignements sur une affaire touchant la Confédération ; le Conseil fédéral donne ensuite une réponse au parlementaire qui a posé la question.

## Élections
L'Assemblée fédérale est chargé en outre de l'élection à certaines fonctions fédérales. Il s'agit notamment :
- des membres du Conseil fédéral ;
- du président de la Confédération ;
- du chancelier de la Confédération ;
- des juges au Tribunal fédéral, et
- du général.

Cette fonction élective de l'Assemblée fédérale est une des plus développées dans les démocraties établies.
Les propositions pour l'élection du Conseil fédéral, du chancelier de la Confédération et des juges au Tribunal fédéral sont généralement soumises par un groupe parlementaire.